# Fritz Prossinagg
Fritz Prossinagg (* 12. August 1930; † 16. Februar 2023) war ein österreichischer Mittelstreckenläufer, der sich auf die 1500-Meter-Distanz spezialisiert hatte.
Bei den Olympischen Spielen 1952 in Helsinki schied er im Vorlauf knapp aus und stellte dabei mit 3:54,2 min einen nationalen Rekord auf, der fünf Jahre Bestand hatte.
1952 und 1953 wurde er Österreichischer Meister.